# Kubitsuri-dai Kara
«Kubitsuri Kara-dai» (首つり 台 から Desde el bloque del verdugo?) es el décimo sencillo de la banda de rock japonés The Blue Hearts y alcanzó el puesto # 13 en la lista Oricon en 1991.

## Detalles
"Kubitsuri-dai Kara" fue lanzado como parte del álbum The Blue Hearts en cuarto lugar, Bust Waste Hip, que había sido lanzado durante el año anterior el 10 de septiembre de 1990, aunque el arreglo de la canción es un poco diferente.
"La Cenicienta" (シンデレラ Shinderera) fue escrito por Junnosuke Kawaguchi, el bajista de la banda. Aunque el vocalista de la banda, Hiroto Komoto, canta la mayoría de las letras, Kawaguchi canta durante el tempo lento. Esta canción fue incluida en 1991 Noriyuki Higashiyama la película, Maji! (本 気! ¡De verdad!).